# Marca tristalis
Marca tristalis là một loài bướm đêm trong họ Noctuidae.